# Pradosia kuhlmannii
Pradosia kuhlmannii – gatunek rośliny należący do rodziny sączyńcowatych. Jest gatunkiem występującym na terenie Brazylii, w obszarze Rio de Janeiro.